# Deep River (Iowa)
Deep River – miasto w Stanach Zjednoczonych, w stanie Iowa, w hrabstwie Poweshiek. 

## Demografia
Zgodnie ze spisem statystycznym z 2000, miasto liczyło 288 mieszkańców. W 2023 liczba mieszkańców spadła do 249 osób, a gęstość zaludnienia poniżej 227/km².